# Sybra ochraceicollis
Sybra ochraceicollis es una especie de escarabajo del género Sybra, familia Cerambycidae. Fue descrita científicamente por Breuning en 1940.
Habita en Indonesia. Esta especie mide 9 mm.